# Quintas (Natal)
O bairro das Quintas é um bairro popular localizado na Zona Oeste de Natal, capital do estado do Rio Grande do Norte. Foi oficializado bairro em 30 de Setembro de 1947, pela lei 251, e mantém seus limites atuais desde 1994.
Seu nome deriva do século XVIII, quando a região era formada por sítios e granjas, como a Quinta Velha. Foi local de inspeção de veículos, sediou o primeiro matadouro de Natal (onde hoje fica a sede da empresa de limpeza pública, a Urbana). Também sediou o Cinema São José e uma amplificadora (sistema de som instalado em diversas ruas que divulgava as manifestações da cultura popular).